# Castelo Forte Futebol Clube
El Castelo Forte Futebol Clube es un club de fútbol portugués de la villa de Oeiras, Lisboa. Fue fundado el 10 de septiembre de 2005 y actualmente juega en la AF Lisboa 2° Divisão, sexta división en el fútbol portugués. Comparten su estadio Dr. Simões Alves con el U.D.R. Algés, equipo local de la freguesia de Algés.